# Konsumentöverskott

Konsumentöverskottet (consumer surplus) representeras av den röda ytan i diagrammet.

Konsumentöverskott definieras som skillnaden mellan vad konsumenterna maximalt är villiga att betala för de varor som säljs, och vad de faktiskt betalar. Det kan också beskrivas som ytan under efterfrågekurvan, ner till prisnivån, i ett utbuds-efterfrågediagram.